# Ande, du som livet ger
Ande, du som livet ger är en psalmtext som är bara en vers lång. Texten och musiken skrevs 1926 av Daniel Iverson. Melodin är i 4/4-dels takt F-dur. Texten bearbetades 1951 av Joel Sörenson.

## Publicerad i
- Kristus vandrar bland oss än (psalmbok) (1965) som nr 18.
- Psalmer och Sånger 1987 som nr 393 under rubriken "Fader, Son och Ande - Anden, vår hjälpare och tröst".[2]
- Segertoner 1988 som nr 675 under rubriken "Bibelvisor och körer".[1]
- Frälsningsarméns sångbok 1990 som nr 751 under rubriken "Bön".
- Sångboken 1998 som nr 155.